# 茄拔 (善化區)
茄拔，是臺灣臺南市善化區的一個傳統地域名稱，位於該區東部。相較於今日行政區，其範圍大致包括嘉南里、嘉北里不含北部、昌隆里南端、牛庄里東邊北側凸出部分，以及大內區的石湖里西部邊界地帶中央偏北一小段。
本地區境內主要聚落為茄拔，設有茄拔國小。

## 歷史
台灣日治初期，茄拔地區為一街庄，稱為「茄拔庄」（舊制街庄），隸屬於善化里東堡。該庄昔日北與東勢藔庄為鄰，東邊北段隔曾文溪與內庄為界，東邊中至南段與與北勢洲庄為鄰，南邊為大社庄，西邊為大營庄、小新營庄、北仔店庄。
1901年（日治明治三十四年）11月11日，全台廢縣廳改設二十廳，該庄隸屬於臺南廳。1904年（明治三十七年）3月31日，該庄編入「善化里東區」，隸屬於臺南廳。1909年（明治四十二年）10月25日，全台合併二十廳為十二廳，善化里東區仍隸屬於臺南廳。1913年（大正二年）11月4日，善化里東堡、善化里西堡、新化東里轄區調整，該庄改隸屬於善化里西堡。1920年（大正九年）10月1日，全台地方制度大改正，廢十二廳改設五州二廳，該庄改制為「茄拔」大字，隸屬於臺南州新化郡善化庄（新制街庄）。1940年（昭和十五年）6月17日，善化庄改制為善化街。
戰後善化街改制為善化鎮，隸屬於臺南縣，大字亦改制為里。1950年（民國39年）10月25日，雲、嘉、南分治，善化鎮仍隸屬於臺南縣。2010年（民國99年）12月25日，臺南縣、市合併為直轄臺南市，善化鎮改制為善化區。

## 聚落
本地區發展較早的聚落為茄拔、二崁（已消失），在日治初期的官方地圖上已有記載。

## 交通
國道3號又稱「福爾摩沙高速公路」，是貫穿臺灣西部的兩條縱向高速公路之一，經過本地區中部略偏東，並在境內市道178號交會處設有善化交流道。由此可快速前往國道3號沿線各地。
省道台1線又稱「縱貫公路」，是臺北至楓港的傳統平面幹道，經過本地區茄拔聚落西側。由該道路北行可前往官田區、六甲區、柳營區、新營區等地，南行可前往新市區、永康區、東區/南區、仁德區等地。
市道178號是中崙（實際起點長安）至大匏崙的道路，經過本地區中南部暨國道3號善化交流道。由該道路西行可前往善化區善化市區、安定區、安南區東北部，並止於省道台17甲線路口；東行可前往山上區西北端、大內區，並止於省道台84線（東西向快速公路－北門玉井線）二溪交流道西北側。
區道南124線是善化至茄拔的道路，其東側端點（終點）位於本地區中北部略偏西、茄拔聚落的區道129線路口。
區道南129線是東勢寮至通山橋的道路，其南側端點（終點）位於本地區西部邊界地帶偏南側的市道178號路口，由此向北會經過本地區茄拔聚落。

## 學校
- 茄拔國小

## 公務機關
- 國道公路警察局第八公路警察大隊善化分隊

## 廟宇
- 茄拔天后宮（歷史建築）